# Фабия Нумантина
Фабия Нумантина (на латински: Fabia Numantina) е римска аристократка от фамилията Фабии и член на Юлиево-Клавдиевата династия.

## Биография
Тя е дъщеря на Африкан Фабий Максим (консул 10 пр.н.е.) и неизвестна майка или на брат му Павел Фабий Максим и Марция, първа братовчедка по майчина линия на Август.
Омъжва се за Секст Апулей III (консул 14 г.), внук на Августовата доведена сестра Октавия Старша. Майка е на Секст Апулей IV.